# 이본 디 카를로
이본 디 카를로(Yvonne De Carlo, 1922년 9월 1일 ~ 2007년 1월 8일)는 캐나다, 미국의 배우, 가수, 댄서이다.

## 출연 작품
- 맨발의 경영자 (1995)
- 스즌즈 오브 더 하트 (1993)
- 데저트 호크 (1992)
- 오스카 (1991)
- 미러 미러 (1990)
- 공포의 지하괴물 (1988)
- 별난 학교 동창회 (1982)
- 라이어스 문 (1982)
- 몬스터 가족 (1981)
- 꿈꾸는 낙원 (1978)
- 사탄의 치어리더 (1977)
- 그 시간의 좋은 생각 (1975)
- 조로 (1974)
- 더 세븐 미니츠 (1971)
- 더 파워 (1968)
- 몬스터 가족 (1964)
- 글로벌 어페어 (1964)
- 맥린턱 (1963)
- 팀북투(영어판) (1958)
- 검은 태양은 밝아온다 (1957)
- 십계 (1956)
- 섬브레로 (1953)
- 르뮈세 백작 부인 (1953)
- 크리스 크로스 (1949)
- 잔인한 힘 (1947)
- 히어 컴 더 웨이브스 (1944)
- 키스밋(영어판) (1944)
- 레츠 페이스 잇 (1943)
- 누구를 위하여 종은 울리나 (1943)
- 럭키 조단 (1942)
- 모로코 가는 길 (1942)